# ماري إيزابيل ماكراكين
ماري إيزابيل ماكراكين (بالإنجليزية: Mary Isabel McCracken)‏ هي عالم حيوانات وعالمة حشرات أمريكية، ولدت في 1866 في أوكلاند في الولايات المتحدة، وتوفيت في 29 أكتوبر 1955 في ستانفورد في الولايات المتحدة.